# Единна народна партия
Единна народна партия (с абревиатура: ЕНП) e либерална политическа партия в България. Основана е през 2007 г. от Мария Капон. Председател на партията е Валентина Василева-Филаделфевс.

## Ръководство
Ръководство според официалния сайт на партията към 19 септември 2022 г.:
- Валентина Василева-Филаделфевс – председател
- Мария Капон – заместник-председател
- Станислав Готев – заместник-председател
- Юлиан Войнов – член
- Стефан Михайлов – член
- Лъчезар Алексиев – член
- Любомир Стойков – член
- Тодор Василев – член
- Хаго Бабикян – член
- Зорница Дикова-Ранева – член

## Парламентарни избори

### 2021 г.

#### април 2021 г.
На парламентарните избори през април 2021 г. партията участва в коалиция „Изправи се! Мутри вън!“, която участва с бюлетина № 18. При 50,61 % избирателна активност и 100 % обработени протоколи, коалицията получава 4,65 % подкрепа (или 150 940 гласа).

#### юли 2021 г.
На парламентарните избори през юли 2021 г. партията участва в коалиция „Изправи се! Мутри вън!“, която участва с бюлетина № 8. При 42,19 % избирателна активност и 100 % обработени протоколи, коалицията получава 4,95 % подкрепа (или 136 885 гласа).

#### ноември 2021 г.
На парламентарните избори през ноември 2021 г. партията участва в коалиция „Изправи се БГ! Ние идваме“, която участва с бюлетина № 31. При 40,23 % избирателна активност и 100 % обработени протоколи, коалицията получава 2,29 % подкрепа (или 60 055 гласа).

### 2022 г.
На парламентарните избори през 2022 г. партията участва с бюлетина № 21.